# Детские игры

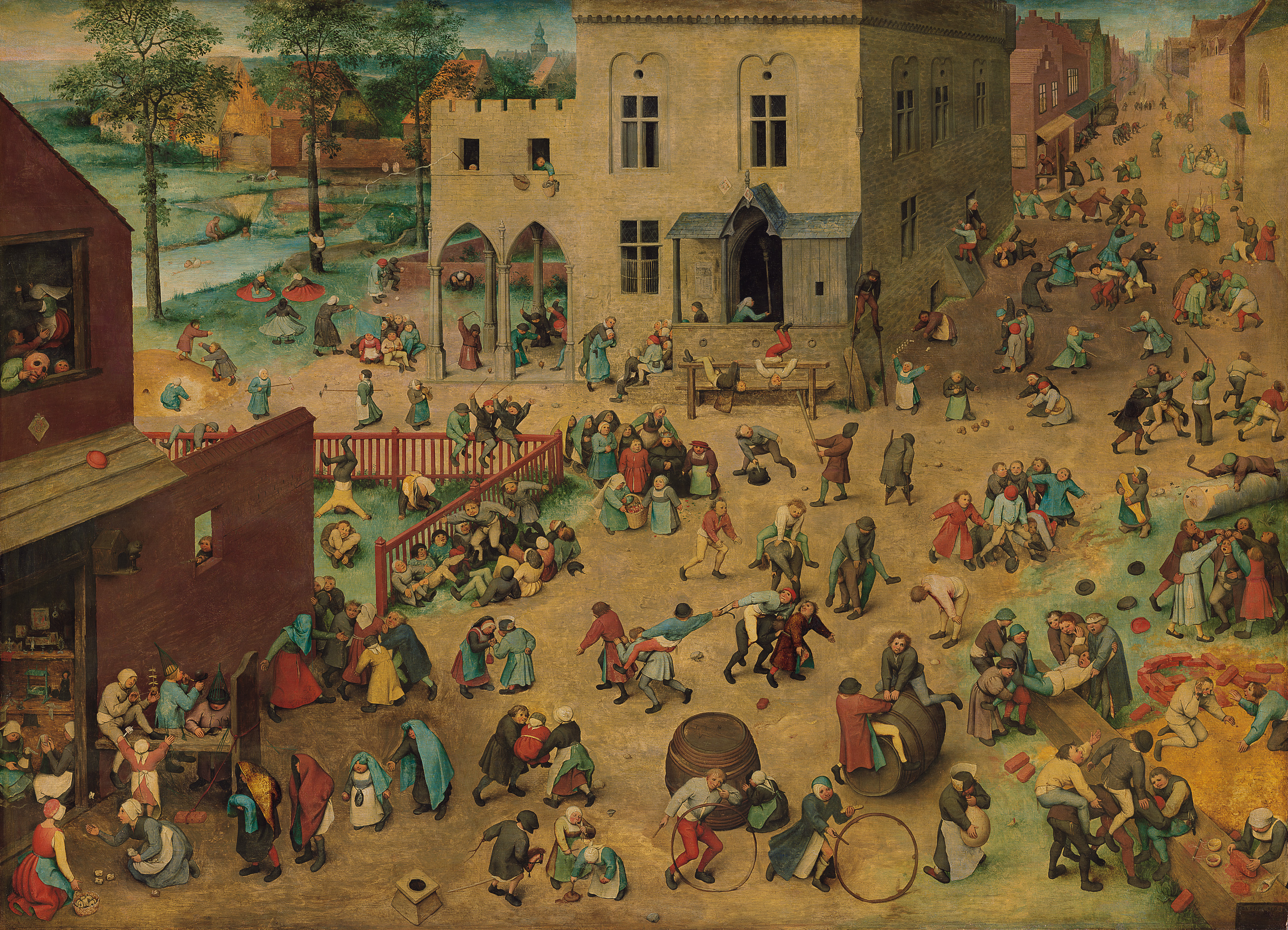
Питер Брейгель, «Детские игры», 1560 год.

Де́тские и́гры — игры детей, которые требуют использования как чисто спортивных умений и навыков, так и логических, умения думать. Детские игры играют незаменимую роль как для физического, так и умственного развития детей.
У детей дошкольного возраста игра является основным видом деятельности. 
Роль игры в жизни детей настолько велика, что право на игру зафиксировано, среди других жизненно важных прав, в Конвенции ООН о правах ребенка,  принятой  20 ноября 1989 года. Статья 31 данной конвенции гласит: «Каждый ребѐнок имеет право на игру, отдых, на участие в культурной и творческой жизни. Взрослые, в том числе государственные структуры, ответственны за соблюдение этого права; они должны обеспечить детям все возможности для свободной самостоятельной активности, которую дети сами выбирают».

## Характеристика детской игры
Выявлено, что игра является самостоятельным и самоценным видом детской деятельности, а не только средством приобретения новых умений, представлений, формирования полезных навыков и пр. Жизненно важная роль игры детей  в его развитии  доказывается опытом работы и исследованиями педагогов, педиатров, нейрофизиологов. Однако сложность сути игры приводят к тому, что даваемы ей определения многозначны и неопределѐнны.
Смирнова Е.О. предлагает  следующие достаточно конкретные и полные признаки детской игры: 
- Это свободная активность, лишенная принуждения и контроля со стороны взрослых. Взрослые не имеют права вмешиваться в игру, запрещать или прерывать еѐ. Они могут только наблюдать, участвовать или помогать по просьбе детей.
- Игра должна приносить эмоциональный подъем, причѐм источником удовольствия является процесс деятельности, а не ее результат или еѐ оценка.
- Игра – это всегда спонтанное, непредсказуемость, активное опробование себя и предмета игры. Она не должна подчиняться какой-либо программе, обязательным правилам или строгому плану. Это всегда импровизация, неожиданность, сюрприз. Даже если это игра по правилам, выигрыш заранее не определѐн и элемент случайности неизбежен.

## Виды детских игр

### Игры с водящим
- Жмурки — водящий ловит других игроков с завязанными глазами, пока не поймает другого игрока, который становится водящим.
- Прятки — игроки прячутся, а водящий должен их искать, пока не найдёт всех.
- Салочки — водящий гоняется за другими игроками, пока не коснётся другого человека, который в свою очередь становится водящим.

### Игры с предметами
- Классики — дети прыгают на одной ноге по асфальту, расчерченному мелками.
- Снежки — дети кидают друг в друга снежки, имитируя огневой бой.
- Лягушка — дети перепрыгивают через запущенный ими же мяч.

### Игры на эрудицию
- Города — дети называют города, начинающиеся с той буквы, на которую заканчивается город, названный последним игроком.
- Мафия — дети жребием распределяют между собой роли и пытаются определить «мафию».
- Шляпа — дети объясняют друг другу слова на время.